# José Joaquín de Viana y Sáenz de Villaverde
José Joaquín de Viana y Sáenz de Villaverde (Lagran, 1718 - Buenos Aires, 1773) fou un polític i militar basc, governador de Montevideo en dues oportunitats: de 1751 a 1764 i de 1771 a 1773.
D'origen basc, va iniciar la seva trajectòria militar el 1735 i va combatre a Itàlia durant la Guerra de Successió Austríaca (1740-1748), arribant al grau de coronel de l'exèrcit espanyol. Quan va tornar d'aquella campanya, va ser nomenat primer governador de Montevideo pel rei Ferran VI d'Espanya, el 1750, prenent possessió del càrrec en aquella ciutat de la Banda Oriental el 14 de març de 1751.
El 1757 va fundar la ciutat de San Fernando de Maldonado en homenatge al rei Ferran VI. També se li atribuïx la fundació de la ciutat de Salto, entre 1756 i 1757, quan va destinar tropes espanyoles al nord de l'actual Uruguai per a lluitar contra els amerindis revoltats.
Durant el seu segon període de govern, Viana va dictar una sèrie de mesures administratives per a reprimir el contraban. A principis de 1773 va renunciar, morint poc després. Va ser succeït per Joaquín del Pino y Rozas.